# Wuhu
Wuhu és una ciutat a nivell de prefectura al sud-est d'e la província d'Anhui, a la República Popular de la Xina. Situada a la riba sud-est del riu Yangtze, Wuhu limita amb Xuancheng al sud-est, Chizhou i Tongling al sud-oest, la ciutat de Hefei al nord-oest, la ciutat de Ma'anshan al nord-est, Jiangsu a l'est, i és aproximadament a 90 Km al sud-oest de Nanjing. Amb la tendència d'urbanització a la part sud de Nanjing, s'està creant una conurbació entre Nanjing, Maanshan i Wuhu, amb més de 10.660.000 habitants.